# Wartau
Wartau (toponimo tedesco) è un comune svizzero di 5 231 abitanti del Canton San Gallo, nel distretto di Werdenberg.